# La Roche-Posay
La Roche-Posay là một xã, tọa lạc ở tỉnh Vienne trong vùng Nouvelle-Aquitaine, Pháp. Xã này có diện tích 35,31 kilômét vuông, dân số năm 2006 là 1522 người. Xã nằm ở khu vực có độ cao trung bình 73 m trên mực nước biển. Nổi tiếng với nguồn nước khoáng được sử dụng trong các sản phẩm mỹ phẩm của thương hiệu La Roche-Posay.

## Biến động dân số
| Năm | 1962  | 1968  | 1975  | 1982  | 1990  | 1999  | 2006  |
| --- | ----- | ----- | ----- | ----- | ----- | ----- | ----- |
| Dân số | 1 281 | 1 323 | 1 400 | 1 404 | 1 444 | 1 445 | 1 522 |
| From the year 1962 on: No double counting—residents of multiple communes (e.g. students and military personnel) are counted only once. |       |       |       |       |       |       |       |